# Vinyl on Demand
Vinyl on Demand est un label discographique allemand, basé à Friedrichshafen. Il est fondé en 2003 par Frank Maier, spécialisé dans la réédition en vinyle de musiques expérimentales des années 1970 et 1980, minimal-synth, musique industrielle, avant-garde, musique Do it yourself.

## Histoire
Le label est fondé par Frank Maier en 2003. Au départ, il s'agit principalement pour Maier de rééditer en vinyle certaines des cassettes en édition limitée de sa collection, en s'intéressant particulièrement aux groupes allemands mais le catalogue s'est progressivement généralisé aux groupes du monde entier. 
VOD publie à la fois des rééditions de cassettes ou d'albums originaux, des compilations originales avec de nombreux enregistrements inédits de travaux d'artistes ou de labels, qui prennent la forme d'albums ou de coffrets d'aspect luxueux. Les éditions sont limitées autour de 500 exemplaires.
La distribution se fait à la fois de manière traditionnelle par l'intermédiaire de distributeurs internationaux, chez les disquaires, par des commandes en ligne mais aussi par un système plus original de souscriptions annuelles à l'ensemble des productions du label, ou limitées à certains genres. Dans les années 2000, le nombre de souscripteurs est limité à 300 et ils bénéficient d'un tarif réduit et de bonus sous forme de versions ou de disques réservés aux souscripteurs.

## Groupes et artistes
En 2011, le label comptait notamment dans ses rangs : Die tödliche Doris, Hermann Kopp, Maurizio Bianchi, Esplendor Geométrico, Hijokaidan, Ptôse, Clair Obscur, The Legendary Pink Dots, SPK, Étant donnés, Opera Multi Steel, Bene Gesserit, Hermann Nitsch, Polyphonic Size, Nurse With Wound, Giancarlo Toniutti, Die Form, Current 93, et Psychic TV.